# Folkingham
Folkingham är en ort och civil parish i Storbritannien.   Den ligger i grevskapet Lincolnshire och riksdelen England, i den sydöstra delen av landet, 150 km norr om huvudstaden London. Folkingham ligger 41 meter över havet och antalet invånare är 729.
Terrängen runt Folkingham är platt, och sluttar brant österut. Runt Folkingham är det ganska tätbefolkat, med 139 invånare per kvadratkilometer. Närmaste större samhälle är Sleaford, 12,1 km norr om Folkingham. Trakten runt Folkingham består till största delen av jordbruksmark.